# Nova Brasilândia
Nova Brasilândia est une municipalité brésilienne située dans l'État du Mato Grosso.